# Saturn Relay

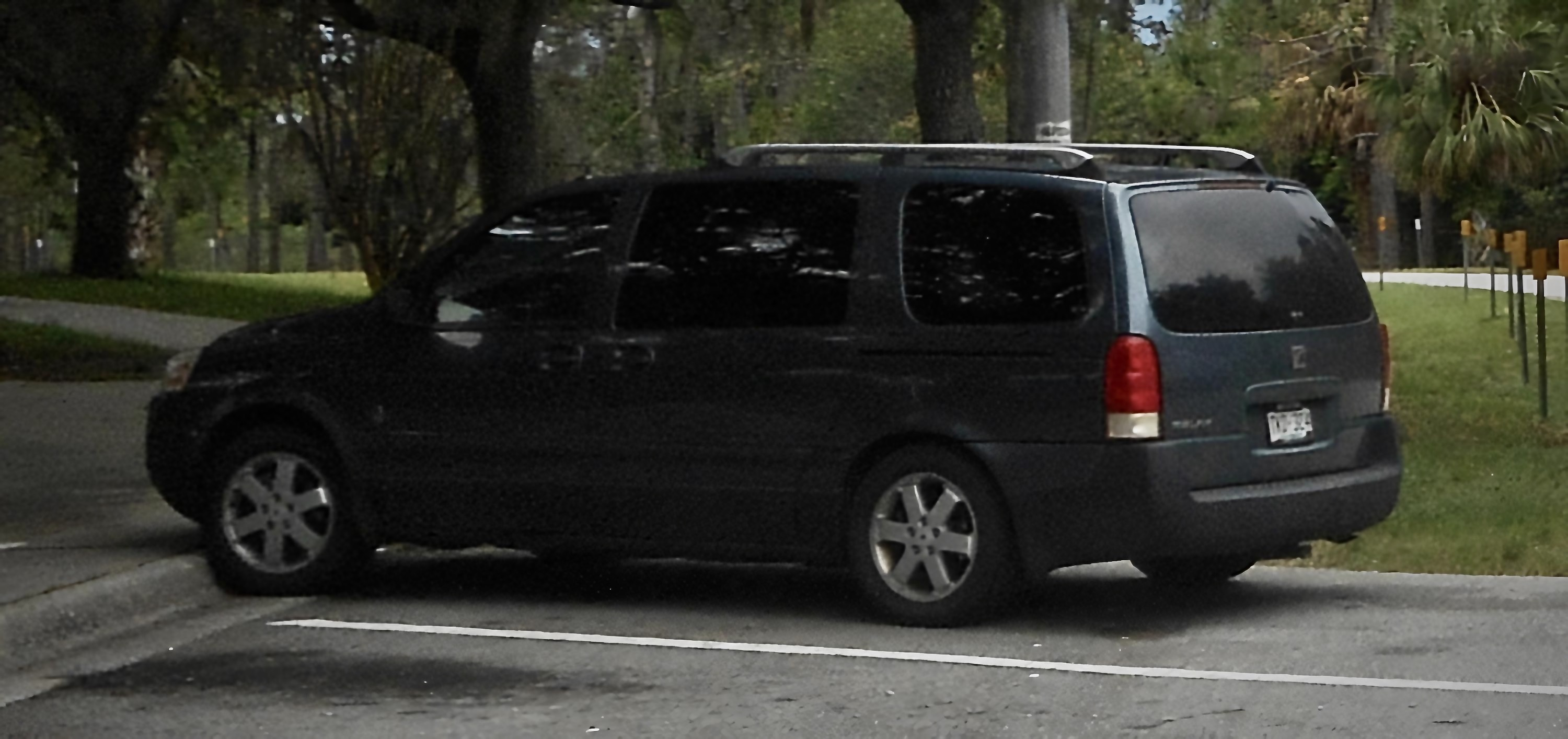
Вид сзади

Saturn Relay — минивэн, выпускавшийся с 20 июня 2004 по 17 ноября 2006 года подразделением Saturn компании General Motors. Его продажи начались в 2005 году и закончились в 2007 году. Автомобиль являлся ребеджингом Buick Terraza, Chevrolet Uplander и Pontiac Montana SV6. 

## Описание
Цена на Saturn Relay составляла от 22850 долларов США. Комплектации — 1, 2 и 3. Relay 3 выпускался как с передним, так и с полным приводом.
Вместимость Saturn Relay составляет 7 мест. Сиденья третьего ряда складываются плашмя, но не складывается полностью в пол. В стандартную комплектацию входили система помощи OnStar и DVD для пассажиров, сидящих сзади. Опционально на Relay 3 устанавливалась навигационная система, а на все Relay опционально устанавливались боковые подушки безопасности.

## Технические характеристики
Relay оснащался 3,5-литровым двигателем LX9 V6 мощностью 149 кВт (200 л. с.) и крутящим моментом 300 Н⋅м, обеспечивающим разгон до 100 км/ч за 9 секунд. В 2006 году опционально был добавлен 3,9-литровый двигатель LZ9 V6 мощностью 179 кВт (240 л. с.) и крутящим моментом 332 Н⋅м, обеспечивающим более быстрое ускорение.

## Продажи
| Год  | Продажи в США |
| ---- | ------------- |
| 2004 | 1,563         |
| 2005 | 15,758        |
| 2006 | 7,171         |
| 2007 | 1,474         |
| 2008 | 163           |